# Малые Прицки
Малые Прицки (укр. Малі Прицьки) — село, входит в Мироновский район Киевской области Украины.
Население по переписи 2001 года составляло 37 человек. Почтовый индекс — 08820. Телефонный код — 4574. Занимает площадь 5,65 км². Код КОАТУУ — 3222983603.

## Местный совет
08820, Киевская обл., Мироновский р-н, с. Македоны, вул. Ворошилова, 2а